# Robert Rigot
Robert Rigot (Buxy, 14 de septiembre de 1929-Chalon-sur-Saône, 1 de junio de 2023) fue un escultor francés.

## Datos biográficos
Robert Rigot nació en una familia de talladores y cortadores de piedra. Su talento precoz para tallar piedra le llevó a la École nationale supérieure des beaux-arts de París. Ganador en 1954 del Primer Grand Prix de Rome, con la escultura Figura decorativas de un jardín de flores. Que le llevó como residente de la Villa Médici (1955-1959), donde entró en contacto con otros materiales para la escultura. Durante su estancia en Roma realiza un monumental Toro.
Rigot entonces desarrolla su propia técnica de la escultura de bronce, en forma de tubos con costura, para producir piezas siempre únicas. Un bestiario impresionante nació de este enfoque. Él trabaja con varios arquitectos para hacer algunas obras monumentales, como el Homenaje a Eiffel, en la ciudad portuaria de Dijon.
Fue Consejero Artístico de Cristalleries Baccarat (1966-1996), donde creó muchas piezas. Recibió el Gran Premio 1990 del Consejo de Europa a una de sus obras en cristal. También ganó numerosos premios.
Otra faceta de su producción artística son los bronces "tradicionales", realizados en pequeñas series en las fundiciones , las litografías dibujadas por él en máximo de doce copias, y algunas piezas de pasta de vidrio de Daum.
Fue miembro correspondiente del Instituto de Francia.

## Obras
Entre las mejores y más conocidas obras de Rigot se incluyen las siguientes:
- La figura decorativas de un jardín de flores - Figure décorative pour un jardin d'agrément  (1954), conservada en la École Nationale Supérieure des Beaux-Arts de París
- retrato de Martin-Pecheur -Martín pescador	, en el Museo departamental de l'Oise en Beauvais[4]
- Le soleil - El sol en Hiroshima (escultura monumental)
- Homenaje a Gustave Eiffel (escultura monumental 16 x 8 m) Canal de Bourgogne en   Dijon
- L'Oeuf   - el huevo - Escultura monumental en favor de la Protección de la Infancia en Chateauroux
- Phoénix , en el Liceo Pierre Auguste Renoir de Chatou
- Cheval Soleil -  Caballo del Sol Liceo estatal de Chalon sur Saône
- Homenaje en el Liceo Jean  Moulin de Montceau les Mines